# Pěnitá buňka

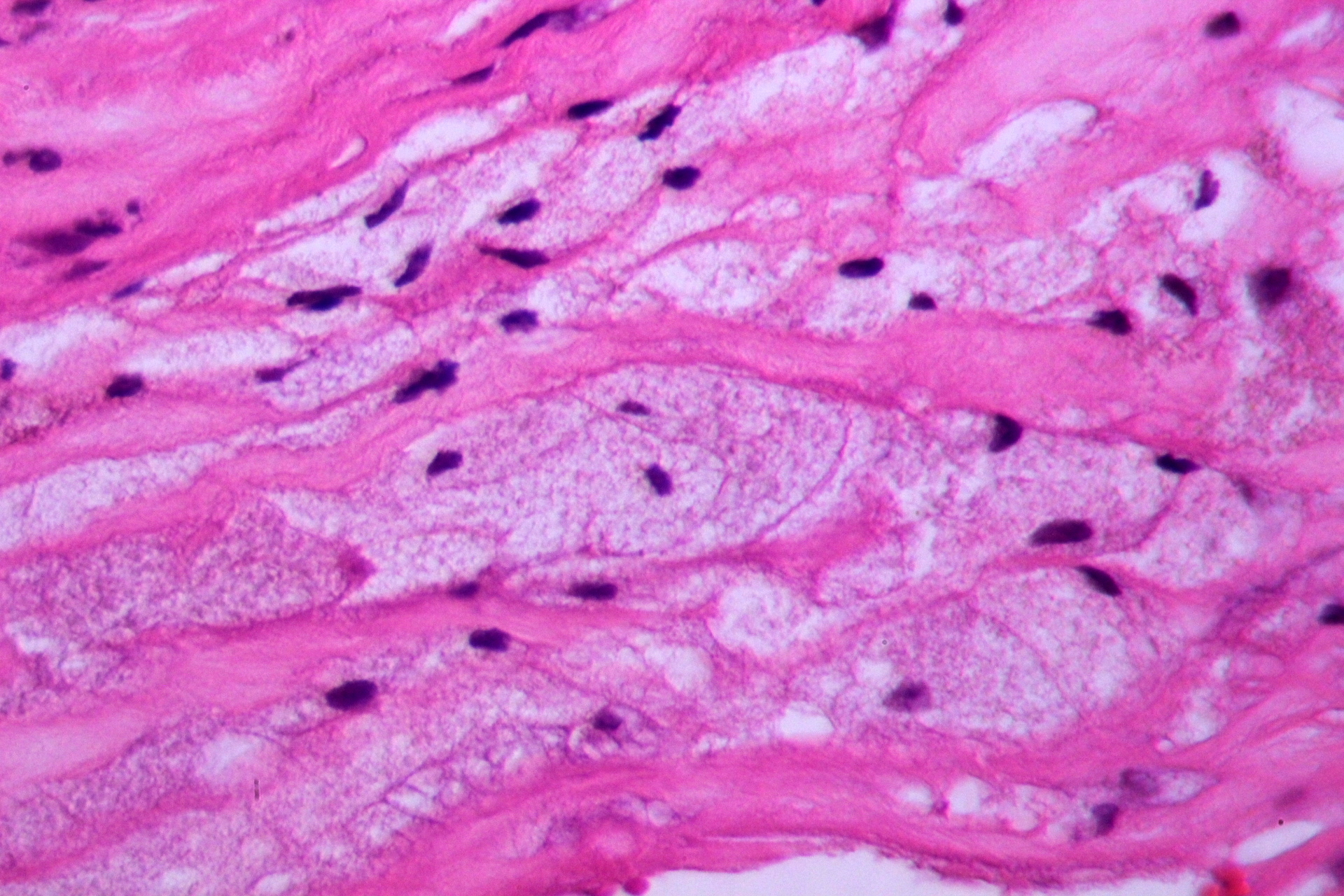
Aterosklerotický plát, histologický řez s patrnými pěnitými buňkami

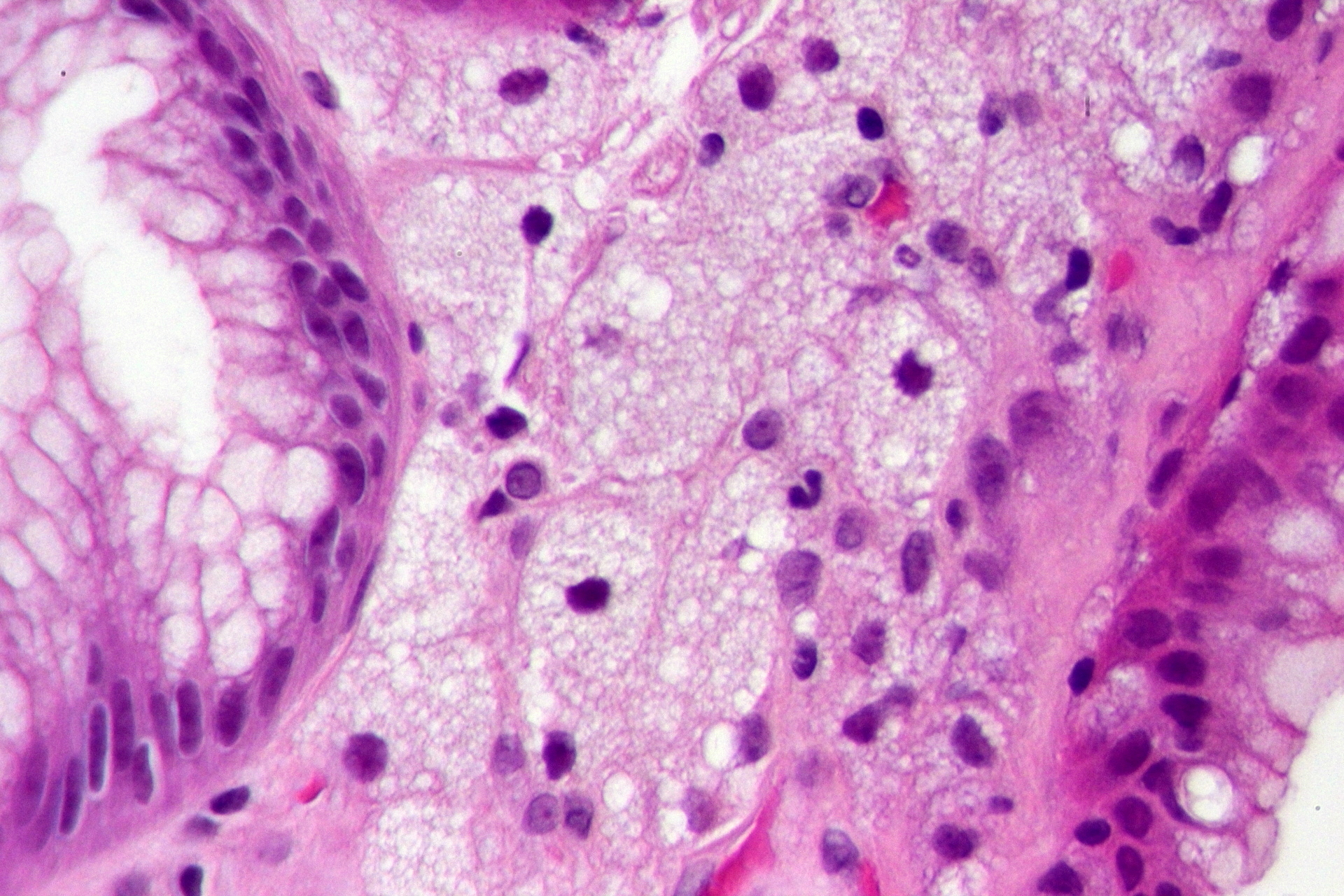
Řez žaludečním xanthomem, patrné jsou pěnité buňky – kulovité makrofágy

Pěnitá buňka (z angl. foam cell, foam buňka) je makrofág vyskytující se v aterosklerotických plátech ve stěnách artérií či v některých typech vředů – xanthomech. Vznikají z normálních makrofágů, jež infiltrovaly vznikající aterosklerotický plát a akumulovaly v sobě velké množství poškozených a agregovaných lipoproteinů. Tím, jak nové a nové makrofágy migrují do zasažené stěny cévy, aterosklerotický plát roste a ucpává průchod krve.

## Mechanismus vzniku
Makrofágy pohlcují poškozené a akumulované lipoproteiny pomocí svých scavenger receptorů na povrchu, ale zřejmě i zcela nezávisle na nich (pomocí endocytózy tekuté fáze). Uvnitř makrofágů se váčky s lipoproteiny dostávají do lysozomů a jsou částečně odbourávány, částečně zůstávají chemicky nezměněny.